# Euphorbia balfourii
Euphorbia balfourii är en törelväxtart som beskrevs av fader Sennen. Euphorbia balfourii ingår i släktet törlar, och familjen törelväxter.
Artens utbredningsområde är Spanien. Inga underarter finns listade i Catalogue of Life.